# Spandeks
Spandeks (engl. spandex) (elastin, likra) rastegljivo sintetičko vlakno nalik gumi koje kombinovano sa drugim tekstilnim vlaknima čini materijale visoke elastičnosti. Zbog mogućnosti spandeksa da se posle rastezanja vrati u prvobitno stanje, svoju primenu je našao kao neizbežan sastojak u, između ostalog, proizvodnji odeće pripijene uz telo, kao što je donji veš, sportska oprema, medicinska pomagala, itd.
Sam naziv spandeks je anagram engleskog izraza expands (rasteže se), i predstavlja nezaštićeno generičko ime. Dok je naziv spandeks tipičan za tržište Severne Amerike, u tekstilnoj industriji evropskih zemalja u upotrebi je termin elastan, elasthan, elastano itd. U Srbiji se koristi elastin, dok se u govoru odomaćila reč likra, od reči Lycra, što je zaštićen naziv i jedan od najpoznatijih brendova spandeksa i u vlasništvu je američke firme Invista. Ostali poznati brendovi spandeksa su Elaspan (Invista), Acepora (Taekwang), Creora (Hyosung), ROICA, Dorlastan (Asahi Kasei), Linel (Fillattice), i ESPA (Toyobo).

## Istorija
Spandeks je nastao 1959. u američkoj firmi DuPont posle decenije istraživanja naučnika Džozefa Šiversa. Brendiran je pod nazivom Lycra (čita se 'lajkra'), što je postalo i sinonim za spandeks širom sveta. 
Svoju ogromnu popularnost doživeo je brzo nakon pojavljivanja i to u industriji ženskog rublja, ali je ubrzo postao deo kupaćih kostima, kako ženskih tako i muških. Upotrebljava se u opremi Francuskog olimpijskog skijaškog tima 1968, a sedamdesetih godina XX veka biciklisti zamenjuju svoje vunene dresove aerodinamičnim spandeksom, da bi se kasnije počeo primenjivati i u odeći za ples, helankama, čarapama i rastegljivim farmerkama. 
Najveću popularnost dostiže osamdesetih, kada se primena širi na razne sportove kako od strane profesionalaca tako i amatera, te postaje materijal koji se koristi u izradi kako donjeg rublja tako i spoljašnjih slojeva garderobe. U popularnoj kulturi veliki uticaj na proboj spandeksa vrše razni rok/metal bendovi, čiji su članovi na svojim nastupima nosili helanke i trikoe od spandeksa (Fredi Merkjuri), a posebne zasluge za proboj spandeksa na scenu urbanog odevanja pripadaju Madoni.

## Osobine i primena
Po hemijskom sastavu spandeks je polimer, i spada u poliuretane (veštačku gumu). Ne upija vodu i otporan je na telesna ulja. Spandeks poseduje izuzetnu elastičnost - posle rastezanja i do 600% vraća se u prvobitno stanje bez oštećenja. 
Spandeks se gotovo nikad ne koristi samostalno, već se kombinuje sa ostalim prirodnim ili veštačkim materijalima kao što su pamuk, vuna, lan, najlon, poliester, itd. najčešće ne većeg udela od 20%. Materijalima kojima se dodaje daje elastičnost i dodatnu mekoću. Kombinovan sa laganim neupijajućim vlaknima kao što su najlon i poliester čini idealan materijal za primenu u tzv. kompresivnoj garderobi koja zahteva elastičnost i pripijenost telu radi komfora pri pokretima, pružanja podrške mišićima, a pored toga ne upija znoj već ga sprovodi u atmosferu ili gornje slojeve opreme čuvajući kožu suvom i telo od pregrevanja. Upotreba kompresivne garderobe sa spandeksom umanjuje zamor mišića te povećava učinkovitost sportiste, a nošena posle intenzivnog treninga znatno ubrzava oporavak oštećenog mišićnog tkiva.
Odeća od spandeksa predstavlja dodatnu zaštitu tela od uticaja sunca, niskih i visokih temperatura, a kako se nosi potpuno pripijena uz telo preuzima ulogu druge kože te ne ometa izvođenje i najkomplikovanijih pokreta.
Mešavina najlona i spandeksa ima osobinu brzog sušenja, pa je svoju primenu našla u ronjenju i vodenim sportovima.
Spandeks je kao materijal na početku XXI veka nezaobilazan u većini sportova, od biciklizma, atletike, gimnastike, plivanja, rvanja itd. do sportova sa loptom gde se sve češće upotrebljava u vidu kompresivne opreme, kao praktičnije alternative tradicionalnom donjem vešu, i njegova popularnost je u porastu. Koriste ga sportisti svih nivoa, od vrhunskih do rekreativaca, što zbog praktičnosti i udobnosti, što zbog poboljšanja izgleda, s obzirom na to da je oprema sa spandeksom često jarkih boja i dizajnirana tako da naglašava prirodne obline tela.

### Primeri upotrebe
- Biciklistički šorts
- Kompresivna odeća
- Kupaći kostimi
- Trikoi za gimnastiku
- Rvački trikoi
- Donji veš
- Ronilačka oprema
- Rukavice
- Skijaška odela
- Čarape
- Helanke
- Steznici za zglobove
- Suknje i haljine
- Brushalteri
- Zentai
- Sedišta u automobilima
- Odela za snimanje pokreta
- Odela superheroja